# Francis Austen
Sir Francis William Austen (23. dubna 1774, Steventon, Anglie – 10. srpna 1865, Widley, Anglie) byl britský admirál. U královského námořnictva sloužil od dětství, později vynikl ve válkách proti revoluční Francii a napoleonských válkách. Aktivní kariéru završil jako vrchní velitel britského loďstva v severní Americe (1844–1848). V roce 1863 dosáhl nejvyšší možné hodnosti velkoadmirála (Admiral of the Fleet). Jeho mladší sestrou byla spisovatelka Jane Austenová.

## Životopis
Narodil se jako pátý syn reverenda George Austena (1731–1805) a jeho manželky Cassandry, rozené Leighové (1739–1827). Do Royal Navy vstoupil v roce 1786, poté si doplnil vzdělání na Royal Naval Academy v Portsmouthu a jako praporčík začal aktivní službu u břehů Britské Indie. Počátek jeho kariéry podpořil rodinný přítel Warren Hastings, v osmnácti letech byl již poručíkem a během válek proti revoluční Francii bojoval v Evropě. Poté doprovázel generála Abercrombyho do Karibiku, jeho další služba se odehrávala pod patronátem admirála Jamese Gambiera. Zúčastnil se dalších akcí proti francouzskému loďstvu u evropských břehů, byl povýšen na komandéra (1799) a kapitána (1800). Za napoleonských válek operoval ve Středomoří, organizoval také pobřežní obranu hrabství Kent a v roce 1805 pronásledoval francouzského admirála Villeneuva do Karibiku. Pod velením admirála Duckwortha bojoval ve vítězné bitvě u San Dominga (1806). Poskytoval také ochranu obchodním lodím a byl za to oceněn Východoindickou společností. Po návratu k evropským břehům se podílel na transportech vojáků Wellingtonovy armády z Pyrenejského poloostrova (1809). V roce 1811 operoval v Severním moři a v roce 1812 se zúčastnil války proti USA.
Po skončení napoleonských válek obdržel Řád lázně (1815) a nějakou dobu byl mimo aktivní službu. V roce 1830 byl povýšen na kontradmirála a v roce 1838 dosáhl hodnosti viceadmirála. V letech 1844–1848 byl vrchním velitelem loďstva v severní Americe a Karibiku, kde bylo jeho úkolem především chránit britské obchodní zájmy během mexicko-americké války. V závěru aktivní kariéry byl povýšen na admirála (1848), později ještě zastával čestné funkce kontradmirála Spojeného království (1862) a viceadmirála Spojeného království (1862–1863). Mezitím obdržel velkokříž Řádu lázně (1860) a nakonec dosáhl nejvyšší možné hodnosti velkoadmirála (Admiral of the Fleet).
Byl dvakrát ženatý a měl deset dětí. Ze synů nejstarší stejnojmenný Francis William Austen (1809–1858) sloužil též u námořnictva a dosáhl hodnosti kapitána. Admirál Francis Austen dostal od své tety 10 000 liber, což mu umožnilo zakoupit pro rodinu sídlo poblíž přístavu Portsmouth.
Jeho mladší bratr Charles (1779–1852) sloužil též u Royal Navy a dosáhl hodnosti kontradmirála.